# Bardot (miniserie televisiva)
Bardot è una miniserie televisiva francese composta da 6 puntate, trasmessa su France 2 dall'8 al 22 maggio 2023. È creata, diretta e scritta da Danièle Thompson e dal figlio Christopher Thompson, prodotta da Federation Studios, GFilms e RTI-Gruppo Mediaset, con il sostegno delle regioni Île-de-France e Provenza-Alpi-Costa Azzurra, realizzata con la partecipazione di France Télévisions ed ha come protagonista Julia de Nunez. È ispirata all'attrice, ex modella, cantante e attivista Brigitte Bardot, e racconta la sua vita dai quindici ai ventisei anni (dal 1949 al 1960), fino a quando ha recitato nel film La verità (La Vérité) del regista Henri-Georges Clouzot.
In Italia la miniserie è andata in onda in prima serata su Canale 5 dal 17 giugno al 1º luglio 2024.

## Trama
La miniserie racconta la vita di Brigitte Bardot tra il 1949 e il 1960. Cresciuta in una famiglia dalla quale ha ricevuto un'educazione rigorosa, sogna di diventare una ballerina. Nel 1949, all'età di quindici anni, incontrò Roger Vadim, che la lanciò nel mondo del cinema. La miniserie racconta il destino dell'attrice, la cui vita diventa una soap opera mediatica, intrappolata tra il successo e il prezzo della fama.

## Puntate
| Stagione       | Puntate | Prima TV Francia | Prima TV Italia |
| -------------- | ------- | ---------------- | --------------- |
| Prima stagione | 6       | 2023             | 2024            |

## Personaggi e interpreti

### Personaggi principali
- Brigitte Bardot, interpretata da Julia de Nunez, doppiata da Emanuela Ionica.
  - Brigitte Bardot da piccola, interpretata da Valentine Bourgeois.
- Roger Vadim, interpretato da Victor Belmondo, doppiato da Gabriele Vender.
- Sami Frey, interpretato da Jules Benchetrit, doppiato da Andrea Mete.
- Anne-Marie "Toty" Mucel, interpretata da Géraldine Pailhas, doppiata da Laura Romano. È la madre di Brigitte.
- Louis "Pilou" Bardot, interpretato da Hippolyte Girardot, doppiato da Stefano De Sando. È il padre di Brigitte.
- Mijanou Bardot, interpretata da Lou Gable.
  - Mijanou Bardot da piccola, interpretata da Romane Lavrard Vancraeynest.
  - Mijanou Bardot da giovane, interpretata da Gaïa Muguet Notter.
- Léon "Le Boum" Mucel, interpretato da Bernard Murat. È il padre di Toty e nonno di Brigitte.
- Raoul Lévy, interpretato da Yvan Attal, doppiato da Andrea Lavagnino.
- Olga Horstig, interpretata da Anne Le Ny, doppiata da Claudia Razzi. È l'agente di Brigitte.
- Henri-Georges Clouzot, interpretato da Louis-Do de Lencquesaing, doppiato da Pasquale Anselmo.
- Jacques Charrier, interpretato da Oscar Lesage.
- Jean-Louis Trintignant, interpretato da Noham Edje, doppiato da Federico Campaiola.
- Sacha Distel, interpretato da Fabian Wolfrom, doppiato da Emanuele Ruzza.
- Gilbert Bécaud, interpretato da Mikaël Mittelstadt, doppiato da Flavio Aquilone.

### Personaggi secondari
- Christine Gouze-Renal, interpretata da Laure Marsac.
- Regista Marc Allégret, interpretato da Charles Clément.
- Christian Marquand, interpretato da César Chouraqui.
- Pierre Lazareff, interpretato da Laurent Stocker, doppiato da Davide Lepore.
- Enzo, interpretato da Giuseppe Maggio.
- Jean Cau, interpretato da Nicolas Beaucaire.
- Lucienne Lévy, interpretata da Florence Muller.
- Stéphane Audran, interpretata da Ludmilla Makowski. È la moglie di Jean-Louis Trintignant.
- Monique Bécaud, interpretata da Natalia Pujszo.
- Hélène Lazareff, interpretata da Crystal Shepherd-Cross.
- Véra Clouzot, interpretata da Caroline Gay.

### Personaggi ricorrenti
- Georges Cravenne, interpretato da Xavier Lemaître.
- Peggy, interpretata da Valentina Romani. È la sostituta di Brigitte.
- Alain Carré, interpretata da Jean Franco. È il segretario privato e autista di Brigitte.
- Simone, interpretata da Lucy Loste Berset.
- Odette, interpretata da Anna Mihalcea.
- Colonnello Joseph Charrier, interpretato da Jean-Paul Bordes.
- Évelyne, interpretata da Juliette Allain.
- Suzanne, interpretata da Quitterie Majorel.
- Dottor Marineau (puntata 3), interpretato da Daniel-Jean Colloredo.
- Mouissa (puntata 5), interpretata da Julie Arnold. È la tata di Jacques e Brigitte.

## Produzione
La miniserie è creata, diretta e scritta da Danièle Thompson e dal figlio Christopher Thompson, prodotta da Federation Studios, GFilms e RTI-Gruppo Mediaset, con il sostegno delle regioni Île-de-France e Provenza-Alpi-Costa Azzurra e realizzata con la partecipazione di France Télévisions.

### Assegnazione dei ruoli
La produzione cercava un'attrice ancora sconosciuta al grande pubblico per interpretare il ruolo di Brigitte Bardot.
Julia de Nunez, che non è mai apparsa sullo schermo prima e che si è diplomata nel 2021 presso la scuola privata di recitazione Périmony, una scuola fondata a Parigi negli anni '60 da Jean Périmony e che ha visto attrici e comiche come Fanny Ardant, Sabine Azéma, Marlène Jobert, Camille Cottin e François Cluzet.
Fino alla fine di maggio 2022, la produzione aveva mantenuto segreta l'identità della persona che ha interpretato il ruolo di Brigitte Bardot nella miniserie.
Il 13 giugno 2022, France 2 ha finalmente rivelato una foto della donna che interpreta il ruolo della protagonista, una foto che la stampa considera mozzafiato perché la somiglianza è così sorprendente, sbalorditiva e persino inquietante, con i suoi capelli biondi, i suoi occhi azzurri e le sue labbra carnose.
La co-regista Danièle Thompson descrive l'attrice come una creatura da sogno dotata di personalità.
Marie-Astrid Périmony, direttrice della scuola Périmony, dice di Julia de Nunez: Una studentessa discreta ma molto promettente e impegnata, con una grande energia! Julia ha partecipato al casting, è stata selezionata e quindi ha interrotto la sua formazione per interpretare questo ruolo iconico che non può essere rifiutato. Ha lavorato molto per immergersi nella vita della sua modella e rendere questo primo ruolo una pietra miliare nella sua carriera.
Per quanto riguarda il personaggio di Anne-Marie "Toty" Mucel, la madre di Brigitte Bardot, nella miniserie è interpretata dall'attrice Géraldine Pailhas, la compagna del regista Christopher Thompson.

### Riprese
Le riprese sono state effettuate da fine febbraio a metà giugno 2022 tra le regioni di Parigi e quella di Saint-Tropez.

## Distribuzione
In Francia la miniserie, composta da 6 puntate, è andata in onda su France 2 dall'8 al 22 maggio 2023.
In Italia la miniserie, anch'essa composta da 6 puntate, è andata in onda in prima serata su Canale 5 dal 17 giugno al 1º luglio 2024.

## Accoglienza

### Anteprima
La miniserie è stata presentata nella sua prima mondiale il 18 marzo 2023, presso il Séries Mania Festival di Lilla.

### Precisazioni da parte del cast tecnico
Il coproduttore Pascal Breton ha confidato al quotidiano 20 minutes: Quando ho finito Sotto il sole a Saint-Tropez, mi sono detto: Voglio raccontare la Bardot, perché è tutta la storia del cinema e quella di una delle donne che hanno avuto il maggiore impatto. La coproduttrice Judith Rochelois precisa Ciò che ci interessava era guardare alla nascita dell'icona BB, riflettere sulla genesi di questo mito, conoscere la donna e la giovane ragazza che si celano dietro di esso.
Danièle Thompson, che co-dirige i sei episodi insieme al figlio Christopher, riassume la serie in questi termini: Bardot è la storia di una giovane ragazza che, come tutte le altre, cerca l'amore e il successo, ma i cui sogni si infrangono contro il scatena l'isteria.
Il 31 dicembre 2022, Brigitte Bardot ha dichiarato al Le Journal du dimanche: Non sono nemmeno a conoscenza di questa cosa. Ma non mi interessa: l'unica cosa che conta è la mia vita reale con me dentro. E non stupidi film biografici.

La regista Danièle Thompson ricorda che le istruzioni iniziali erano semplici: non imitare mai, incarnare e suo figlio Christopher sottolinea su questo argomento:
Può esserci qualcosa di travolgente nell’idea di interpretare un personaggio reale, vivente e mitico come lo è Bardot, ma a Julia non è sempre sembrato importare. Ha semplicemente accettato di interpretare una giovane donna libera, innamorata, ma braccata. È stato mentre giocava che è scappata dal modello.
Julia de Nunez confida a Marion Géliot della rivista di moda Le Figaro: Ho investito molto in questa avventura, ed è arrivato un punto in cui non potevo più fare un passo indietro. Dando vita alle emozioni della Bardot, queste sono diventate sincere. Secondo la rivista:
Dalla Bardot, Julia ha conosciuto i film emblematici, ma il suo sguardo è rimasto quello del grande pubblico. Ed è stato solo scoprendo la sceneggiatura della serie che è entrata nell'intimità del sex symbol. Poiché la sua intenzione e quella dei registi non era quella di imitare Brigitte Bardot ma di ricercare una giusta incarnazione, ha presto smesso di scavare negli archivi e ha preferito scivolare nella sua pelle attraverso il lavoro sul corpo.
L’attrice ha fatto un passo indietro: È strano, ma questo ruolo ha messo ordine nella mia vita. La sua instabilità mi ha portato a raccogliere un po' i pensieri. È come se avessi seguito una sorta di analisi che fa sentire bene.
A proposito di Brigitte Bardot, la giovane attrice ha dichiarato alla rivista Le Figaro: So che ha scritto a Danièle per assicurarle la sua fiducia, pur constatando che tutto questo le era molto lontano. Per eleganza e perché penso che me ne pentirei se non lo facessi, mi riprometto di scriverle per ringraziarla.

Durante il Festival Séries Mania di Lilla nel marzo 2023, Julia de Nunez ha dichiarato al quotidiano La Voix du Nord:
La conoscevo come mito e come personaggio pubblico. Avevo visto tanti suoi film, mi piacevano molto le sue canzoni, mi era già familiare, ma non nella sua intimità. È una delle attrici che mi ha fatto venir voglia di diventarlo, soprattutto dopo aver visto La verità di Henri-Georges Clouzot. È un film che ho visto molto giovane e che ha avuto un grande impatto su di me. Ovviamente vorrei che questa serie la toccasse e la accontentasse, volevamo rendere omaggio a questa donna. Ma capirei perfettamente se non ne volesse sapere, se non volesse avere niente a che fare con me. Può essere doloroso vedere la nostra visione, la nostra interpretazione della sua verità.

### Ricezione e critica
Quando la miniserie è stata presentata in anteprima mondiale al Festival Séries Mania di Lilla nel marzo 2023, il quotidiano Le Monde titolava Julia de Nunez crea la donna Bardot.
Per il sito Le Journal des femmes colpisce la somiglianza tra Brigitte Bardot e la giovane attrice che la interpreterà sul piccolo schermo: Occhi da cerbiatta, criniera biondo dorato, bocca succulenta: l'attrice è il ritratto di Brigitte Bardot alla stessa età.
Per Elsa Keslassy, della rivista statunitense Variety, La nuova arrivata Julia de Nunez incarna una Bardot moderna, assertiva e focosa – probabilmente idealizzata – e la somiglianza è sorprendente.
Per Pierrick Geais, della rivista francese Paris Match, Julia de Nunez sublima Brigitte Bardot.
Danièle Thompson ha assicurato: Abbiamo giurato che se non avessimo trovato l'attrice miracolosa, non avremmo girato la serie. La somiglianza era meno importante dell'incarnazione. Ma ci voleva un minimo per creare una sorta di vertigine fin dalla prima scena: Missione compiuta per il sito PurePeople.
Per la rivista Télé 2weeks, Ripercorrendo lo straordinario destino di Brigitte Bardot, icona francese e figura essenziale della settima Arte, dal suo primo casting a quindici anni alle riprese del film La verità di Henri-Georges Clouzot, dieci anni dopo, è stata una vera sfida da affrontare. Una scommessa vincente per Danièle Thompson e suo figlio Christopher Thompson con questa serie-evento tanto avvincente quanto commovente, servita da un cast impeccabile (e soprattutto la giovane Julia de Nunez, splendida nel ruolo di Bardot).
Per Alexandre Letren del sito VL-Media, La direzione artistica è fluida e sublime, proprio come la fotografia, e i titoli di coda sono davvero sontuosi, venati di un'atmosfera chic à la Hitchcock degli anni 50. Se il casting è stato particolarmente accurato, il vero successo della serie è nelle mani di Julia De Nunez. Molto più di un'attrice che interpreta la Bardot, trascende il suo personaggio e il suo alter ego immaginario rivela il potere di una giovane donna e di una giovane attrice sublime e intensa quanto l'attrice che incarna. Julia de Nunez lo è in ogni aspetto ma non stanca mai l'immagine perché ha sempre qualcosa di nuovo da offrire. La sua somiglianza con Brigitte Bardot è piuttosto inquietante poiché le due donne sembrano essere vicine l'una all'altra.
Katia De la Ballina, della rivista Le Point, è più sfumata. Da un lato ha sottolineato che questa giovane donna di ventidue anni, che muove i primi passi davanti alla telecamera, irrompe letteralmente sullo schermo nei panni di una star internazionale in divenire. La somiglianza è stridente al punto da risultare inquietante, dal biondo spettinato, agli occhi da cerbiatta al broncio imbronciato ma, d'altra parte, obietta che Un cast, per quanto brillante possa essere, non basta ad emozionare, se non a convincere. Formalmente ordinata ma molto (troppo?) classica, la serie ha la bellezza congelata delle pagine di rivista in cui l'immagine dell'attrice è stata sfruttata all'eccesso, i suoi amori spietatamente sezionati. Le manca la carne e, nonostante la rabbia per l'esistenza della sua eroina.
Anaïs Berno, del quotidiano Ouest-France, si è posto la domanda: Chi avrebbe potuto interpretare la donna che scatenò le passioni del mondo intero? Se la sfida era significativa, la giovane Julia de Nunez di ventitré anni, l'ha affrontata a pieni voti. Al di là di un'evidente somiglianza fisica tra le due donne, è nel suo atteggiamento naturalmente ingenuo che la giovane sconosciuta assomiglia di più a quella che incarna. Giovanile, sexy suo malgrado, focosa, a volte impertinente ma che nasconde una grande intelligenza, Julia de Nunez non sembra aver bisogno di agire per catturare ciò che costituisce l'essenza di Brigitte Bardot. Una rivelazione.